# Olszalazin
Az olszalazin (INN: olsalazine) az enyhe vagy középsúlyos vastagbélgyulladás(en) gyógyszere.
A VIII. Magyar Gyógyszerkönyvben Olsalazinum natricum    néven hivatalos.  
.

## Hatásmód
Kémiailag az olszalazin két egymáshoz kapcsolódó 5-aminoszalicilsav-molekulából  (meszalazin(en); 5-ASA) áll. A vastagbél baktériumai e molekulára bontják le. A meszalazint önállóan is használják a krónikus fekélyes vastag- és végbélgyulladás ellen. Hatását helyileg fejti ki.
Gátolja a gyulladásos bélbetegségben megnövekedett fehérvérsejt-kiáramlást, csökkenti a citokin- és arachidonsav-termelődést, és csökkenti a szabad gyökök kialakulását a gyulladásos bél szöveteiben. A pontos hatásmechanizmus nem ismert.
A szájon át bevett olszalazin 99%-a változatlanul jut a vastagbélbe, ahol két molekula meszalazinra bomlik. Ez részben a bél nyálkahártyájában, részben szisztémásan a májban a biológiailag inaktív N-acetil-meszalazinná alakul. A meszalazin 40-, N-acetilszármazéka 70-perces felezési idővel, a vizelettel és a széklettel távozik a szervezetből.

## Mellékhatásai, ellenjavallatok
Leggyakoribb mellékhatás a hasmenés ill. lágy széklet, különösen a kezelés elején, mely az adag csökkentésére többnyire megszűnik. Ezután az adag újra növelhető.
Ritkább mellékhatások: hasi görcs, hányinger, hányás, csalánkiütés.
A vér-agy gáton nem jut át. A klinikai kísérletek sem rákkeltő, sem magzatot károsító hatást nem mutattak. Toxikus hatás az állatkísérletekben az emberi ajánlott adag 5–10-szeresénél jelentkezett.
Az olszalazin aktív hatóanyaga, a meszalazin átjut az anyatejbe. Károsító hatásról nincs kellő tapasztalat, így szoptatás alatt a szer ellenjavallt.
Vesebetegség és szalicilát-érzékenység esetén a szer ellenjavallt, májbetegek esetén fokozott figyelem szükséges. Tartós kezelés esetén rendszeres vese-, májfunkció- és véralvadás-ellenőrzés szükséges.

## Adagolás
Étkezés közben kell bevenni legalább 2 dl folyadékkal.
Akut esetben a szokásos kezdő adag 0,5 g naponta, két részre elosztva, mely fokozatosan emelhető 3 g-ig. Javulás esetén az adag csökkenthető 0,5 g-ra.

## Készítmények
Nemzetközi forgalomban:
Olszalazin:
- Azodisa

Nátriumsó formájában:
- Dipentum
- Rasal

Az OGYI adatbázisa szerint Magyarországon nincs forgalomban